# Tenaya Canyon
Tenaya Canyon is een kloof of canyon in Yosemite National Park, in de Amerikaanse staat Californië. Het U-dal loopt van de uitloop van Tenaya Lake naar de Yosemite Valley, een afstand van zo'n 15 kilometer. Door de kloof loopt Tenaya Creek, met verschillende stroomversnellingen en watervallen. De vallei wordt geflankeerd door enorme, dramatisch uitziende granieten rotsen, waarvan Half Dome en Clouds Rest de meest opvallende zijn.
Tenaya Canyon staat bekend als een gevaarlijke ravijn. De National Park Service raadt wandelen door de kloof sterk af. Er is geen wandelpad. Vooral in de lente en de zomer, wanneer het waterpeil hoog is, is het moeilijk om een weg te banen. Zelfs wanneer het debiet heel laag is, wordt de wandelaar geconfronteerd met gevaarlijke stroomversnellingen en is overzwemmen of doorwaden her en der noodzakelijk. Het natte graniet vergroot de kans om pijnlijk te vallen.
Toeristen kunnen wel gemakkelijk een blik werpen op de canyon, onder andere vanaf de Tioga Road tussen de Tuolumne Meadows en Tioga Pass (Olmsted Point is een bekend uitkijkpunt). Ook op Glacier Point kan je Tenaya Canyon aanschouwen. Aan het uiteinde van Tenaya Canyon, in de Yosemite Valley, ligt Mirror Lake, dat gemakkelijk te bereiken is met een shuttlebus en een korte wandeling.
Bezienswaardigheden: Bridalveil Fall · Cathedral Lakes · Cathedral Peak · Chilnualna Falls · Clouds Rest · El Capitan · Emerald Pool · Glacier Point · Grand Canyon of the Tuolumne · Grizzly Giant · Half Dome · Hetch Hetchy · Horsetail Fall · John Muir Trail · Mariposa Grove · Merced Grove · Merced River · Mount Conness · Mount Dana · Mount Lyell · Mount Starr King · Nevadawaterval · Ostrander Lake · Pacific Crest Trail · Sentinel Dome · Sentinel Rock · Tenaya Canyon · Tenaya Lake · Tunnel View · Tuolumne Grove · Tuolumne Meadows · Tuolumne River · Vernalwaterval · Wawona Tunnel Tree · Yosemite Valley · Yosemitewaterval

Bebouwing: Ahwahnee Hotel · Badger Pass Ski Area · Camp 4 · Curry Village · Glacier Point Hotel · Housekeeping Camp · LeConte Memorial Lodge · Pioneer Yosemite History Center · Rangers' Club · Parsons Memorial Lodge · Wawona · Wawona Hotel · Yosemite Valley Chapel · Yosemite Valley Lodge · Yosemite Village

Vervoer: SR 41 · SR 120 · SR 140 · Wawona Tunnel · Yosemite Area Regional Transportation System

Personen: Ahwahnechee · Chief Tenaya · Frederick Law Olmsted · Galen Clark · John Conness · John Muir · Sierra Miwok · Stephen Mather · Robert Underwood Johnson